# جبل سايبنو
جبل سايبنو هو بركان خامد في جبال فيرونجا. ويقع شمال شرق بحيرة كيفو، واحدة من البحيرات العظمى الأفريقية. وغرب بحيرة بونفونفي في أوغندا.

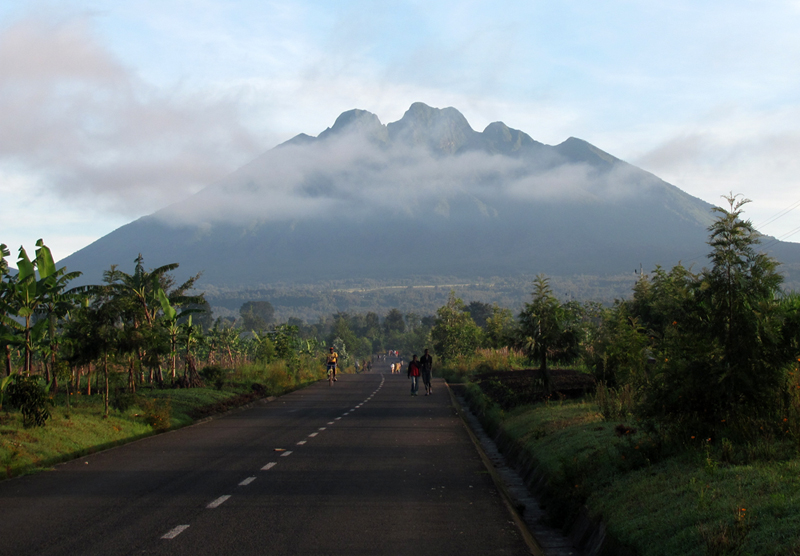
جبل سايبنو من الجنوب

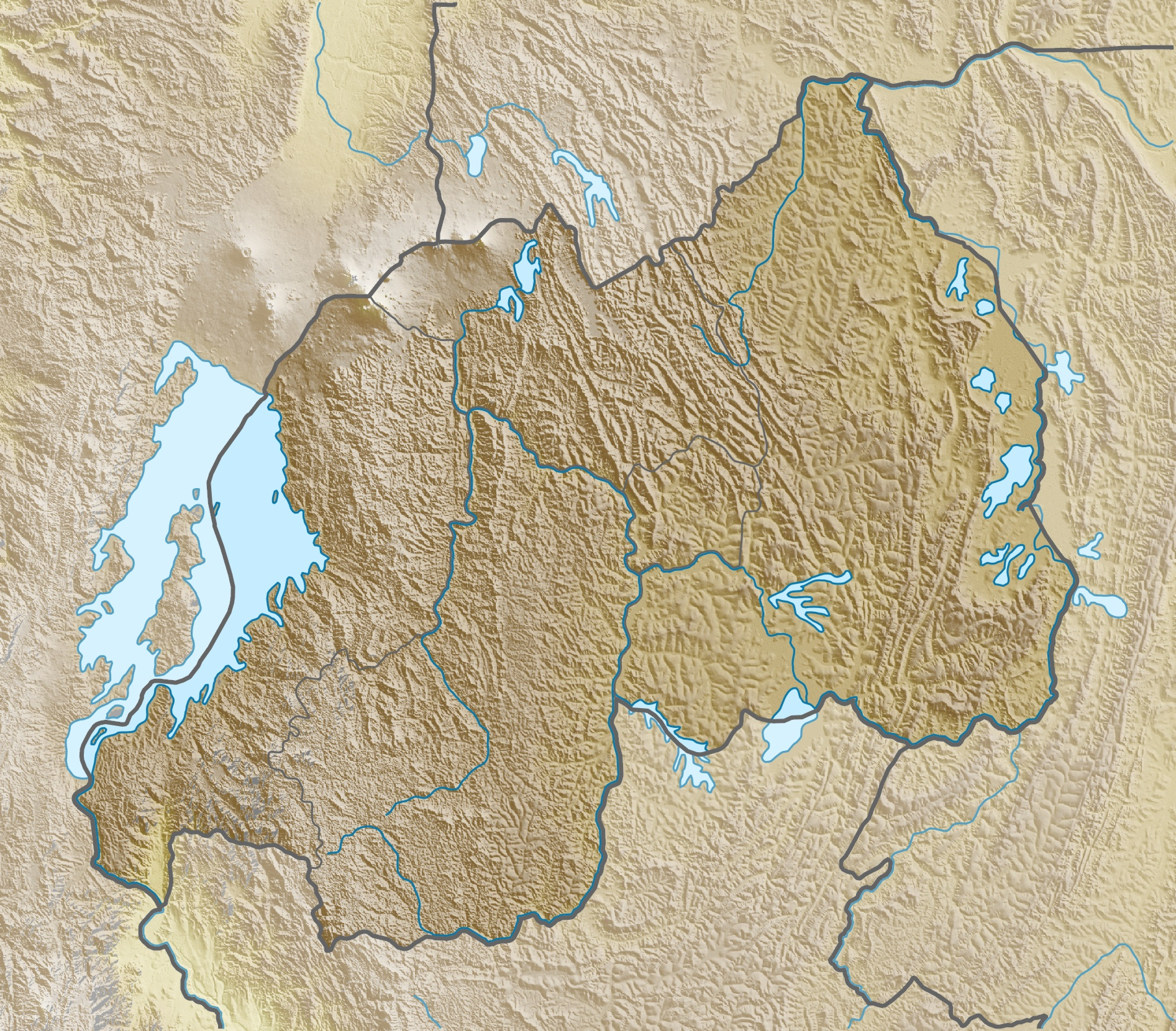
مكان جبل سايبنو في رواندا

## الوصف
يبلغ طولة 3645 متر (11959 قدم) ويمثل حدود تقاطع جمهورية الكونغو الديمقراطية، رواندا، أوغندا.

## التسمية
كلمة سايبنو في لغة كينيارواندا تعني السخرية.

## وصلات خارجية
- Encyclopædia Britannica entry
- National Geographic photo